# Coppa J.League 2000
La J.League Cup 2000 (o Coppa Yamazaki Nabisco 2000), la Coppa di Lega nipponica di calcio, venne vinta dai Kashima Antlers.
A questa competizione hanno preso parte tutte le squadre di J.League.

## Formula
Alla manifestazione parteciparono 27 squadre che si sfidarono in gare di andata e ritorno a eliminazione diretta con finale unica a Tokyo.

## Risultati

### Primo turno
| Squadra #1        | Squadra #2          | Andata | Ritorno |
| ----------------- | ------------------- | ------ | ------- |
| Kawasaki Frontale | Urawa Reds          | 3-0    | 1-2     |
| Cerezo Osaka      | Vegalta Sendai      | 2-0    | 1-0     |
| Sagan Tosu        | Verdy Kawasaki      | 0-1    | 1-2     |
| Albirex Niigata   | Kyoto Purple Sanga  | 0-1    | 1-3     |
| Omiya Ardija      | Vissel Kōbe         | 0-4    | 0-2     |
| Ventforet Kofu    | Yokohama F·Marinos  | 0-2    | 1-5     |
| Montedio Yamagata | Sanfrecce Hiroshima | 0-3    | 1-0     |
| Oita Trinita      | JEF United          | 2-2    | 1-3     |
| Shonan Bellmare   | Avispa Fukuoka      | 2-3    | 0-0     |
| Gamba Osaka       | Consadole Sapporo   | 2-1    | 1-0     |
| Shimizu S-Pulse   | Mito HollyHock      | 4-1    | 3-1     |

### Secondo turno
| Squadra #1         | Squadra #2          | Andata | Ritorno         |
| ------------------ | ------------------- | ------ | --------------- |
| Yokohama F·Marinos | Sanfrecce Hiroshima | 4-1    | 0-1             |
| Kawasaki Frontale  | Kashiwa Reysol      | 1-0    | 1-1             |
| JEF United         | Nagoya Grampus      | 1-1    | 1-2             |
| Kyoto Purple Sanga | FC Tokyo            | 1-1    | 1-0             |
| Gamba Osaka        | Júbilo Iwata        | 0-1    | 2-1(2-3 d.c.r.) |
| Avispa Fukuoka     | Kashima Antlers     | 1-1    | 2-3             |
| Vissel Kōbe        | Shimizu S-Pulse     | 2-0    | 0-4             |
| Cerezo Osaka       | Verdy Kawasaki      | 0-1    | 0-1             |

### Quarti di finale
| Squadra #1         | Squadra #2         | Andata | Ritorno |
| ------------------ | ------------------ | ------ | ------- |
| Verdy Kawasaki     | Kawasaki Frontale  | 0-0    | 0-2     |
| Yokohama F·Marinos | Kashima Antlers    | 1-2    | 1-1     |
| Shimizu S-Pulse    | Nagoya Grampus     | 4-6    | 0-0     |
| Júbilo Iwata       | Kyoto Purple Sanga | 1-1    | 1-2     |

### Semifinali
| Squadra #1         | Squadra #2        | Andata | Ritorno |
| ------------------ | ----------------- | ------ | ------- |
| Nagoya Grampus     | Kashima Antlers   | 1-3    | 2-3     |
| Kyoto Purple Sanga | Kawasaki Frontale | 0-2    | 2-1     |

### Finale
| Tokyo 4 novembre 2000                                          | Kawasaki Frontale | 0 – 2                        | Kashima Antlers | National Stadium (26,992 spett.) |
| \| \| \| \| \| \| Marcatori \| 31’ Kōji Nakata 63’ Bismarck \| |                   |                              |                 |                                  |
|                                                                |                   |                              |                 |                                  |
|                                                                | Marcatori         | 31’ Kōji Nakata 63’ Bismarck |                 |                                  |

## Premi
- MVP: Kōji Nakata -  Kashima Antlers
- Premio "Nuovo Eroe": Takayuki Suzuki -  Kashima Antlers